# 해운대 더샵 아델리스
해운대 더샵 아델리스(영어: Haeundae The Sharp Adeles)는 대한민국 부산광역시 해운대구 우동에 위치한 고급 오피스텔 단지다.

## 같이 보기
- 부산광역시의 마천루 목록
- 마린시티
- 해운대 아이파크
- 해운대 두산 위브 더 제니스